# 1224 en Irlande
Chronologie de l'Irlande
- 1220
- 1221
- 1222
- 1223
- 1224
- 1225
- 1226
- 1227
- 1228

Cette page liste les événements de l'année 1224 en Irlande.

## Événements
- Richard de Bourg réclame le titre de seigneur de Connaught se justifiant avec une subvention octroyée à son père, et en déclarant que Aedh Ua Conchobair (successeur de son père Cathal Crobhdearg Ua Conchobair, roi du Connacht) a perdu son droit au titre.
- L'ordre dominicain est établi en Irlande[1]. Ce sont les premiers frères mendiants d'Irlande[2]. À peu près à cette date, Mgr Lucas de Netterville, archevêque d’Armagh, fonde un couvent dominicain à Drogheda.
- South Abbey, Youghal, la proto-fraternité de la province irlandaise des Franciscains Observants, est fondée par Maurice FitzGerald, 2e seigneur d’Offaly [3] dédié à Saint-Nicolas.
- Début des Annales de Connacht.

## Morts
- Cú Ceanain Ó Con Ceanainn, roi d' Uí Díarmata.
- Cathal Crobhdearg Ua Conchobair, dernier roi indépendant du Connacht (né en 1153 )[2].
- Muirghis Cananach Ua Conchobhair, prince du Connacht, moine et poète[4].
- Donnchadh Mor O Dalaigh, poète.
- Gilla na Naemh Crom Ó Seachnasaigh, Seigneur de Cenél Áeda na hEchtge.
- Simon Rochfort, évêque de Meath.